# 伊達義隆
伊達 義隆（だて よしたか）は、江戸時代後期から末期（幕末）にかけての武士。陸奥国仙台藩一門第六席・岩谷堂伊達家10代当主。

## 生涯
文化9年（1812年）、亘理伊達氏11代当主・伊達宗賀の子として生まれる。
文政6年（1823年）7月、岩谷堂伊達家9代当主・伊達宗嵩が死去したため、その養子となり家督を継ぐ。仙台藩11代藩主・伊達斉義から偏諱を受け右近義隆と名乗った。
天保12年（1841年）、家臣の片岡泰一郎に郷校・比賢館を設立させる。
文久2年（1862年）8月20日、死去。享年51。継嗣がなく、実兄で亘理伊達家12代当主である伊達宗恒の三男・邦規が家督を相続した。